# سیارک ۹۷۸۴
سیارک ۹۷۸۴ (به انگلیسی: 9784 Yotsubashi، نامگذاری:1994YJ1) نه هزار و هفتصد و هشتاد و چهارمین سیارک کشف شده‌است که در ۳۱ دسامبر ۱۹۹۴ کشف شد.
قدر مطلق سیارک برابر ۳۰.۹ است.